# Biser voćno vino
Biser voćno vino je vrsta voćnog vina. Najmanje sadrži 5 % vol. alkohola i u zatvorenim posudama ima tlak ugljične kiseline od najmanje 1,0 bara i najviše 2,5 bara pri 20°C.